# Матанский Кордон
 Матанский Кордон  — посёлок в Вятскополянском районе Кировской области в составе Омгинского сельского поселения.

## География
Расположен недалеко от левого берега реки Вятка на расстоянии примерно 14 км по прямой на север от железнодорожного моста через Вятку в городе Вятские Поляны.

## История
Известен с 1939 года как кордон Матанский, в 1950 году хозяйств 80 и жителей 277, в 1989 80 жителей. После 1945 года здесь был устроен посёлок для лесозаготовителей, присланных сюда принудительно на поселение. Посёлок имел на реке Казанке свою водяную мельницу. Первоначально до конца 1960-х годов имелась своя электростанция. На территории  посёлка ныне расположен центр отдыха (лагерь) "Солнечный", построенный в 1974 году Вятскополянским машиностроительным заводом "Молот", который в летнее время используется под детский оздоровительный лагерь, а зимой как дом отдыха. 

## Население
Постоянное население составляло 61 человек (русские 69%) в 2002 году, 52 в 2010.